# デイヴィッド・マンロウ
デイヴィッド・マンロウ（David Munrow, 1942年8月12日 - 1976年5月15日）は、イギリス・バーミンガム生まれの管楽器奏者、古楽研究家。

## 略歴
南米のペルーで1年間英語教師を務めたのち、ケンブリッジ大学ペンブローク校で英語学を修める。在学中に、ケンブリッジ大学で音楽を講じていた音楽学者・指揮者で鍵盤楽器の奏者であったサーストン・ダートに出会い、リコーダー、クルムホルン等の管楽器を独学で習得する。卒業後バーミンガム大学で17世紀の通俗歌曲を研究した。
1967年にジェームズ・タイラー、オリヴァー・ブルックス、ケンブリッジ在学中から共に古楽の演奏を行っていたクリストファー・ホグウッドらと共に「ロンドン古楽コンソート」を設立した。
管楽器奏者として、および同コンソートのリーダーとして、当時の聴衆には馴染みの少なかった古楽を紹介。気品を損なわずに奔放な生気と演奏家の自発性を重視した演奏活動は人気を博し、国内外での演奏会はもちろん、多くの画期的な録音を残した。
ロンドン古楽コンソートには前記3名のほかにミュンヘン古楽スタジオのメンバーであったテノール歌手のナイジェル・ロジャースやマーティン・ヒル、英国を代表するカウンターテノールのジェイムズ・ボウマン、ヴァイオリン奏者のサイモン・スタンデイジ、リュート奏者のナイジェル・ノース、ロバート・スペンサーらが在籍した。メンバーの中にはコンソート解散後にも古楽の世界で活躍した者も多く、たとえばスタンデイジは、後にホグウッドのエンシェント室内管弦楽団や、トレヴァー・ピノックのイングリッシュ・コンサートでコンサートマスターを務めた後、現在は独自の古楽器オーケストラも設立している。
マンロウは、とくに中世・ルネサンス音楽の演奏家として知られるが、バロック期のリコーダー音楽、ヴォーン・ウィリアムズやベンジャミン・ブリテン、パウル・ヒンデミット、さらには彼のために書かれた、リコーダーのための前衛音楽の録音も残している。
さらに映画やテレビのための作曲や演奏、BBCのラジオ番組の台本の執筆と出演など古楽器の普及に尽力、ロンドン王立音楽院、レクスター大学などで教鞭を取り、古楽器の解説書「Instruments of the Middle Ages and Renaissance」（日本語タイトル『中世・ルネサンスの楽器』）を執筆するなど、グスタフ・レオンハルトやニコラウス・アーノンクールらと共に、古楽演奏の普及に貢献した啓蒙的音楽家であった。
1976年には初の来日公演が予定されていたが、同年5月15日、マンロウはうつ状態のため、自宅で首を吊った。 実父とマンロウが唯一の著書を捧げた義父の相次ぐ死が、自殺の決意に影響したと考えられる。 前年には薬物の過量服薬による自殺未遂もあった。彼の衣鉢を継ぐことは誰にもできず、彼の死は古楽の音楽運動への悲劇的な損失であると指摘された。
マンロウに教えを受けた音楽家の一人に、現在「ニュー・ロンドン・コンソート」を率いるフィリップ・ピケットがいる。　
民族音楽、民族楽器にも深い関心を持ち、楽器のコレクションも膨大なものであった。

## 主要な録音
日本語タイトルは初発売時の表記に拠る。
- 「十字軍の音楽」Music Of Crusades
- 「バッハ：ブランデンブルク協奏曲 第2番・第4番」Bach：Brandenburg Concertos Nos.2 & 4（レッパード指揮、イギリス室内管弦楽団との共演）
- 「ヘンデル：合奏協奏曲集 作品3」Handel：Concerti Grossi, Op.3（レッパード指揮、イギリス室内管弦楽団との共演）
- 「パーセル：メアリー女王の誕生日のための頌歌」Purcell：Odes for the Birthday of Queen Mary
- 「宮廷の愛」The Art of Courtly Love
- 「デュファイ：ス・ラ・ファセ・パル」Guillaume Dufay：Se la fase ay pale
- 「ネーデルランド楽派の音楽」The Art of Netherlands
- 「ルネッサンス・スペインの宮廷音楽」Music Ferdinand and Isabella of Spain
- 「モンテヴェルディの周辺」Monteverdi's Contemporaries
- 「プレトリウス：テルプシコーレとモテット集」Praetorius：Dances from Terpsichore and Motets
- 「テレマン：組曲イ短調」Munrow & Marriner play Telemann Sammartini Handel
- 「リコーダーの芸術」The Art of The Recorder
- 「ヘンリー8世と6人の妻」Henry Viii and His 6 Wives（同名映画のサウンドトラック）
- 「ゴシック期の音楽」Music of the Gothic Era
- 「中世・ルネサンスの楽器」Instruments of the Middle Ages and Renaissance
- 「モラーレス：マニフィカト、モテトゥス」Cristobal de Morales：Magnificat, Motets（ブルーノ・ターナー指揮、プロ・カンティオーネ・アンティクヮとの共演）

## 映画音楽
- 肉体の悪魔 (The Devils、1971年) - 劇中音楽の編曲・演奏[5]
- 未来惑星ザルドス (Zardoz、1974年) - 劇伴音楽[6]

## 著書
- 『中世・ルネサンスの楽器』柿木吾郎訳　音楽之友社 1979年
- Instruments of the Middle Ages and Renaissance　（Oxford University Print）　1976年　ISBN 978-0193213210